# Wspólnota administracyjna Bad Schussenried
Wspólnota administracyjna Bad Schussenried – wspólnota administracyjna (niem. Vereinbarte Verwaltungsgemeinschaft) w Niemczech, w kraju związkowym Badenia-Wirtembergia, w rejencji Tybinga, w regionie Donau-Iller, w powiecie Biberach. Siedziba wspólnoty znajduje się w mieście Bad Schussenried.
Wspólnota administracyjna zrzesza jedno miasto i jedną gminę wiejską:
- Bad Schussenried, miasto, 8 464 mieszkańców, 55,02 km²
- Ingoldingen, 2 630 mieszkańców, 77,24 km²